# 4 (álbum de Beyoncé)
4 (pronunciado /fɔː/) es el cuarto álbum de estudio de la cantante estadounidense de R&B, Beyoncé Knowles, lanzado por el sello Columbia Records el 24 de junio de 2011 y en fechas cercanas alrededor del mundo. El álbum marca el primer álbum lanzado por Knowles desde la separación a nivel de negocios con su padre y mánager, Matthew Knowles. El primer sencillo, «Run the World (Girls)», fue lanzado el 21 de abril de 2011. Además 5 canciones más fueron lanzadas como sencillos en el año. Según Nielsen SoundScan, hasta octubre de 2012, 4 vendió más de 3 millones de copias en todo el mundo, donde se convirtió en el álbum solista de éxito comercial más modesto de Beyoncé.

## Antecedentes
En noviembre de 2010, Knowles reveló que había comenzado a trabajar en su cuarto álbum, y fue escrito y producido, tras la publicación de I Am... Sasha Fierce en 2008, que fue inspirado por su alter ego, Sasha Fierce. Knowles anunció en febrero de 2010 que "mató" a Fierce "porque he crecido y ahora soy capaz de fusionar los dos personajes". Ella explicó que estaba usando música en vivo para crear su propio género musical. Más tarde se aclaró el comunicado, "Bueno, yo no diría que estoy inventando un nuevo género. Estoy mezclando todo tipo de género que me encanta y me inspiro en todo tipo de género... no estoy diciendo que no No es R&B, no es típicamente pop, no es rock, - es simplemente todo lo que amo mezclados entre sí". Knowles dijo que el álbum fue inspirado por varios músicos, incluyendo Fela Kuti, La Estilística, Lauryn Hill, Stevie Wonder y Michael Jackson. los productores Jim Jonsin y Ne-Yo han colaborado con Knowles en el álbum. Ne-Yo dijo, "Está quedando muy bien. No puedo hablar mucho sobre él, pero es otra dirección para ella, y ella está labrando su propio nicho. En un don nadie será en el carril de Beyoncé. Nadie puede realmente ponerse en su camino ahora, pero en realidad no puede entrar en su carril después de este álbum" Jonsin habló de su intención de crear en 1980 en la música con influencias de Electrónica con batería. En enero de 2011, el productor S1 confirmó a través de Twitter que ha contribuido al álbum Sean Garrett mencionó su contribución, señalando que había "estado trabajando muy duro con ella... "ella es mi favorita". Se describe el estilo de música que se había producido, "creo que estamos haciendo un montón de los registros a un buen ritmo para que Ella está en un buen lugar en este momento en la vida que ella está interesada, en hacer música de fiesta". El 24 de enero, Diplo anunció que había estado grabando música con Knowles, Switch y Derek Miller, de Sleigh Bells. Christopher "Tricky" Stewart, The-Dream Bangladesh, Rodney "Darkchild" Jerkins, Frank Ocean, Kanye West, Q-Tip and Alja Jackson también están trabajando con Knowles en el álbum. Sia y Talay Riley han escrito canciones que estarán incluidas en el álbum.
En febrero de 2011 se dio a conocer que el proyecto estaba casi terminado. Knowles registró setenta y dos pistas de 4, que el personal abrumado de Columbia Records, tenía que clasificar el contenido y elegir lo que se incluye en el álbum. La parte de escuchar en privado se llevó a cabo el 12 de mayo de 2011. Knowles ofreció un selecto grupo de fanes un adelanto de cinco canciones de su cuarto álbum de estudio, así como el video oficial del primer sencillo Run the World (Girls)". Ella aprovechó la oportunidad para hablar de la concepción de su disco: "Quería hacer algo refrescante y diferente, así que mezclé géneros y me inspiré en viajar, viajar, ver bandas de rock, y asistiendo a fiestas... era como un científico loco. por grupos colocó diferentes canciones juntos"
La fecha de lanzamiento del álbum fue revelada el mismo día que el video musical del primer sencillo "Run the World (Girls)".

## Composición
Ella se mantuvo inspirada por Fela Kuti y ha trabajado con la banda del musical de Broadway. Al hablar de su inspiración por Kuti, Knowles, declaró que aprecia su "idea del alma y el corazón de su música, es tan sexy, y tiene un gran surco que se pierden", afirmando que se tiene una gran inspiración en 4 con tambores y los cuernos y el "cómo todo estaba en el" El álbum también se inspiró en 90 de R&B, Earth, Wind & Fire, DeBarge, Lionel Richie, Teena Marie con influencias adicionales por The Jackson 5, Nueva edición, Adele, Florence and The Machine y Prínce. Knowles agregó que, con ciertas influencias añadió su personaje de hip-hop para un sonido más amplio. Knowles dijo que ella misma permitió una mayor libertad para realmente crear sonidos de algunas canciones, y llevar el alma cantando de nuevo diciendo: "He utilizado muchos de los brassiness y aspereza en la voz de que la gente escucha en mis actuaciones en vivo, pero no necesariamente en mis discos."

## Lanzamiento y promoción
En abril de 2011, se confirmó que el álbum será lanzado en junio del mismo año. Knowles se encuentra entre uno de los titulares actuales en el 2011: Festival de Glastonbury, la realización de un conjunto de 90 minutos en el último día del festival el 26 de junio de 2011. También se presentará en la Oxegen Festival en Irlanda, y el Ten To Park Festival de Escocia en julio de 2011. Knowles también interpretará las canciones del álbum en Good Morning America, Serie de Conciertos de Verano. El 11 de mayo de 2011, Knowles dio a conocer previews de cuatro temas del álbum para una fiesta de música.

### Título y obras de arte
Knowles afirmó en una entrevista con Billboard y Ray Rogers que el título 4 fue influenciado por sus fanes. "Yo tenía un nombre totalmente distinto y el concepto, pero sigo viendo que los fanes aman el nombre de 4". También dijo que el número cuatro era "especial" para ella como su cumpleaños y aniversario de boda están en el cuarto día del mes. Knowles añadió: "El cumpleaños de mi madre, y un montón de cumpleaños de mis amigos, están en el cuarto." La portada oficial del álbum fue revelada el 18 de mayo de 2011, el mismo día fue revelada la fecha de lanzamiento del álbum y el video del primer sencillo "Run the World (Girls)". En la portada del álbum, Knowles se muestra en un impresionante fondo, ella mira en la distancia con los brazos levantados por encima de su cabeza, sólo para ser cubierto con un chaleco de piel con accesorios en oro. La cubierta del álbum obtuvo críticas positivas de los críticos. Afirmar que Knowles está en "completo en el modo de promoción", Robbie Daw de "Tele" en comparación Knowles plantean a la de Raquel Welch, diciendo a los fanes "¿Estás listo para esta jalea?". En julio de 2011 fue publicado en el Twitter oficial de Beyoncé unos dibujitos para promocionar el álbum.

### Sencillos
"Run the World (Girls)" fue lanzado como el primer sencillo del álbum el 21 de abril de 2011. Después de que se filtrasen fragmentos  de "Run the World (Girls) el 14 de abril de 2011, toda la canción se filtró cuatro días más tarde; debió forzar el lanzamiento de "Run the World (Girls)", Su video musical fue filmado en el lapso de tres días de rodaje por el director Francis Lawrence, a partir del 11 de abril de 2011 y termina el 13 de abril de 2011. El video musical se estrenó el 18 de mayo de 2011 en American Idol .
"1+1" fue lanzado como el sencillo promocional del álbum el 25 de mayo de 2011, y el segundo sencillo fue "Best Thing I Never Had", estrenado el 1 de junio. La canción "Party" con la colaboración de André 3000 se convertiría en agosto en el sencillo elegido para las radios urbanas mientras que "Love On Top" el tercer sencillo comercial, gracias a la actuación en los MTV Video Music Awards, lanzado el 20 de septiembre del mismo año. Luego el 4 de octubre de 2011 "Countdown" se lanzó como cuarto sencillo oficial. Además el 26 de octubre se lanzó "Party" con la colaboración de André 3000.

## Lista de canciones
| Edición estándar |                          | |                                                   |          |  |
| N.º              | Título                   | Escritor(es)                                                                                          | Productor(es)                                     | Duración |  |
| 1.               | «1+1»                    | Terius Nash, Christopher Stewart, Beyoncé Knowles                                                     | Knowles, The-Dream, Tricky Stewart                | 4:33     |  |
| 2.               | «I Care»                 | Jeff Bhasker, Chad Hugo, Knowles                                                                      | Bhasker, Knowles*                                 | 3:59     |  |
| 3.               | «I Miss You»             | Frank Ocean, Shea Taylor, Knowles                                                                     | Knowles, S. Taylor                                | 2:59     |  |
| 4.               | «Best Thing I Never Had» | Kenny Edmonds, Antonio Dixon, Knowles, Patrick Smith, S. Taylor, Larry Griffin, Jr., Caleb McCampbell | Knowles, Babyface, Dixon, S. Taylor, S1 & Caleb   | 4:13     |  |
| 5.               | «Party» (con André 3000) | Kanye West, Bhasker, Knowles, André 3000, Dexter Mills, Douglas Davis, Ricky Walters                  | Knowles, West, Bhasker*                           | 4:05     |  |
| 6.               | «Rather Die Young»       | Bhasker, Luke Steele, Knowles                                                                         | Bhasker, Knowles*, Steele*                        | 3:42     |  |
| 7.               | «Start Over»             | S. Taylor, Knowles, Ester Dean                                                                        | Knowles, S. Taylor                                | 3:19     |  |
| 8.               | «Love on Top»            | Knowles, Nash, S. Taylor                                                                              | Knowles, S. Taylor                                | 4:27     |  |
| 9.               | «Countdown»              | Nash, S. Taylor, Knowles, Dean, Cainon Lamb, Julie Frost, Michael Bivins, Nathan Morris, Wanya Morris | Knowles, S. Taylor, Lamb                          | 3:32     |  |
| 10.              | «End of Time»            | Knowles, Nash, S. Taylor, David Taylor                                                                | Knowles, The-Dream, Switch, Diplo                 | 3:43     |  |
| 11.              | «I Was Here»             | Diane Warren                                                                                          | Ryan Tedder, Brent Kutzle, Knowles^, Kuk Harrell^ | 3:59     |  |
| 12.              | «Run the World (Girls)»  | Nash, Knowles, Wesley Pentz, D. Taylor, Adidja Palmer, Nick van de Wall                               | Switch, The-Dream, Knowles*, S. Taylor*           | 3:56     |  |

| Edición deluxe |                                                   |                                                                      |                                                            |          |  |
| N.º            | Título                                            | Escritor(es)                                                         | Productor(es)                                              | Duración |  |
| 1.             | «Lay Up Under Me»                                 | Knowles, Sean Garrett, Mikkel Eriksen, Tor Erik Hermansen, S. Taylor | Knowles, S. Taylor                                         | 4:13     |  |
| 2.             | «Schoolin' Life»                                  | Knowles, Nash, S. Taylor, Carlos McKinney                            | The-Dream, Knowles*, Los Da Mystro*                        | 4:53     |  |
| 3.             | «Dance for You»                                   | Knowles, Nash, Stewart                                               | Knowles, The-Dream                                         | 6:17     |  |
| 4.             | «Run the World (Girls)» (Kaskade Club Remix)      | Nash, Knowles, Pentz, D. Taylor, Palmer, Afrojack                    | Switch, The-Dream, Knowles*, S. Taylor*, Kaskade           | 5:02     |  |
| 5.             | «Run the World (Girls)» (Red Top Club Remix)      | Nash, Knowles, Pentz, D. Taylor, Palmer, Afrojack                    | Switch, The-Dream, Knowles*, S. Taylor*, Jens Bergmark     | 6:02     |  |
| 6.             | «Run the World (Girls)» (Jochen Simms Club Remix) | Nash, Knowles, Pentz, D. Taylor, Palmer, Afrojack                    | Switch, The-Dream, Knowles*, S. Taylor*, Julian Napolitano | 6:19     |  |

| Japanese bonus track |            |                                |                         |          |  |
| N.º                  | Título     | Escritor(es)                   | Producer(s)             | Duración |  |
| 13.                  | «Dreaming» | Edmonds, Dixon, Knowles, Smith | Knowles, Edmonds, Dixon | 4:39     |  |

| Expanded edition bonus tracks |                                                       |                                                                      |                                                     |          |  |
| N.º                           | Título                                                | Escritor(es)                                                         | Producer(s)                                         | Duración |  |
| 13.                           | «Lay Up Under Me»                                     | Knowles, Sean Garrett, Mikkel Eriksen, Tor Erik Hermansen, S. Taylor | Knowles, S. Taylor                                  | 4:13     |  |
| 14.                           | «Schoolin' Life»                                      | Knowles, Nash, S. Taylor, Carlos McKinney                            | The-Dream, Knowles*, Los Da Mystro*                 | 4:53     |  |
| 15.                           | «Dance for You»                                       | Knowles, Nash, Stewart                                               | Knowles, The-Dream                                  | 6:17     |  |
| 16.                           | «Run the World (Girls)» (Dave Aude Remix Radio Edit)  | Nash, Knowles, Pentz, D. Taylor, Palmer, Afrojack                    | Switch, The-Dream, Knowles*, S. Taylor*, Dave Aude  | 4:02     |  |
| 17.                           | «End of Time» (Isa Machine Remix)                     | Knowles, Nash, S. Taylor, D. Taylor                                  | Knowles, The-Dream, Switch, Diplo, Isabella Summers | 4:18     |  |
| 18.                           | «Love on Top» (DJ Escape & Tony Coluccio Radio Remix) | Knowles, Nash, S. Taylor                                             | Knowles, S. Taylor, DJ Escape, Tony Coluccio        | 3:51     |  |

| Deluxe edition bonus disc |                                                   |                                                                      |                                                               |          |  |
| N.º                       | Título                                            | Escritor(es)                                                         | Producer(s)                                                   | Duración |  |
| 1.                        | «Lay Up Under Me»                                 | Knowles, Sean Garrett, Mikkel Eriksen, Tor Erik Hermansen, S. Taylor | Knowles, S. Taylor                                            | 4:13     |  |
| 2.                        | «Schoolin' Life»                                  | Knowles, Nash, S. Taylor, Carlos McKinney                            | The-Dream, Knowles*, Los Da Mystro*                           | 4:53     |  |
| 3.                        | «Dance for You»                                   | Knowles, Nash, Stewart                                               | Knowles, The-Dream                                            | 6:17     |  |
| 4.                        | «Run the World (Girls)» (Kaskade Club Remix)      | Nash, Knowles, Pentz, D. Taylor, Palmer, Afrojack                    | Switch, The-Dream, Knowles*, S. Taylor*, Kaskade              | 5:02     |  |
| 5.                        | «Run the World (Girls)» (Red Top Club Remix)      | Nash, Knowles, Pentz, D. Taylor, Palmer, Afrojack                    | Switch, The-Dream, Knowles*, S. Taylor*, Jens Bergmark, Diplo | 6:02     |  |
| 6.                        | «Run the World (Girls)» (Jochen Simms Club Remix) | Nash, Knowles, Pentz, D. Taylor, Palmer, Afrojack                    | Switch, The-Dream, Knowles*, S. Taylor*, Julian Napolitano    | 6:19     |  |

| Relanzamiento |                          | |                                                   |          |  |
| N.º           | Título                   | Escritor(es)                                                                                          | Productor(es)                                     | Duración |  |
| 1.            | «Love On Top»            | Knowles, Nash, S. Taylor                                                                              | Knowles, S. Taylor                                | 4:27     |  |
| 2.            | «Party (con André 3000)» | 3000, Dexter Mills, Douglas Davis, Ricky Walters                                                      | Knowles, West, Bhasker*                           | 4:05     |  |
| 3.            | «Schoolin' Life»         | Knowles, Nash, S. Taylor, Carlos McKinney                                                             | The-Dream, Knowles*, Los Da Mystro*               | 4:53     |  |
| 4.            | «Countdown»              | Cainon Lamb, Julie Frost, Michael Bivins, Nathan Morris, Wanya Morris                                 | Knowles, S. Taylor, Lamb                          | 3:32     |  |
| 5.            | «I Miss You»             | Frank Ocean, Shea Taylor, Knowles                                                                     | Knowles, S. Taylor                                | 2:59     |  |
| 6.            | «Dance For You»          | Knowles, Nash, Stewart                                                                                | Knowles, The-Dream                                | 6:17     |  |
| 7.            | «I Care»                 | Jeff Bhasker, Chad Hugo, Knowles                                                                      | Bhasker, Knowles*                                 | 3:59     |  |
| 8.            | «Rather Die Young»       | Bhasker, Luke Steele, Knowles                                                                         | Bhasker, Knowles*, Steele*                        | 3:42     |  |
| 9.            | «1+1»                    | Terius Nash, Christopher Stewart, Beyoncé Knowles                                                     | Knowles, The-Dream, Tricky Stewart                | 4:33     |  |
| 10.           | «End of Time»            | Knowles, Nash, S. Taylor, David Taylor                                                                | Knowles, The-Dream, Switch, Diplo                 | 3:43     |  |
| 11.           | «Run the World (Girls)»  | Nash, Knowles, Wesley Pentz, D. Taylor, Adidja Palmer, Nick van de Wall                               | Switch, The-Dream, Knowles*, S. Taylor*           | 3:56     |  |
| 12.           | «Best Thing I Never Had» | Kenny Edmonds, Antonio Dixon, Knowles, Patrick Smith, S. Taylor, Larry Griffin, Jr., Caleb McCampbell | Knowles, Babyface, Dixon, S. Taylor, S1 & Caleb   | 4:13     |  |
| 13.           | «Star Over»              | S. Taylor, Knowles, Ester Dean                                                                        | Knowles, S. Taylor                                | 3:19     |  |
| 14.           | «I Was Here»             | Diane Warren                                                                                          | Ryan Tedder, Brent Kutzle, Knowles^, Kuk Harrell^ | 3:59     |  |

## Posicionamiento en listas

### Posicionamientos semanales
| 2011                                    |    |
| Australian Albums Chart                 | 2  |
| Australian Urban Albums Chart           | 1  |
| Austrian Albums Chart                   | 13 |
| Belgian Albums Chart (Flanders)         | 4  |
| Belgian Albums Chart (Wallonia)         | 5  |
| Canadian Albums Chart                   | 3  |
| Czech Republic Albums Chart             | 2  |
| Danish Albums Chart                     | 5  |
| Dutch Albums Chart                      | 2  |
| Finnish Albums Chart                    | 24 |
| French Albums Chart                     | 2  |
| German Albums Chart                     | 5  |
| Greek Albums Chart                      | 5  |
| Hungarian Albums Chart                  | 8  |
| Irish Albums Chart                      | 1  |
| Italian Albums Chart                    | 4  |
| Japanese Oricon Albums Chart            | 10 |
| Mexican Albums Chart                    | 36 |
| New Zealand Albums Chart                | 3  |
| Norwegian Albums Chart                  | 4  |
| Polish Albums Chart                     | 2  |
| Portuguese Albums Chart                 | 3  |
| Russian Albums Chart                    | 7  |
| Scottish Albums Chart                   | 1  |
| Slovenian Albums Chart                  | 23 |
| Spanish Albums Chart                    | 1  |
| Swedish Albums Chart                    | 13 |
| South Korean International Albums Chart | 1  |
| Swiss Albums Chart                      | 1  |
| Taiwanese Albums Chart                  | 1  |
| UK Albums Chart                         | 1  |
| UK R&B Albums Chart                     | 1  |
| US Billboard 200                        | 1  |
| US R&B/Hip-Hop Albums                   | 1  |

| Predecesor: Born This Way de Lady Gaga | UK Albums Chart — Álbum N° 1 9 de julio de 2011 — 23 de julio de 2011     | Sucesor: 21 de Adele |
| Predecesor: Born This Way de Lady Gaga | Swiss Albums Chart — Álbum N° 1 10 de julio de 2011 — 17 de julio de 2011 | Sucesor: 21 de Adele |

### Posicionamientos en fin de año
| Lista (2011)                    | Posición |
| ------------------------------- | -------- |
| Australian Albums Chart         | 26       |
| Australian Urban Albums Chart   | 3        |
| Belgian Albums Chart (Flanders) | 61       |
| Belgian Albums Chart (Wallonia) | 81       |
| Brazilian Albums Chart          | 11       |
| Danish Albums Chart             | 93       |
| Dutch Albums Chart              | 29       |
| French Albums Chart             | 77       |
| Hungarian Albums Chart          | 77       |
| Italian Albums Chart            | 99       |
| Japanese Albums Chart           | 100      |
| Polish Albums Chart             | 52       |
| Russian Albums Chart            | 36       |
| Swiss Albums Chart              | 57       |
| UK Albums Chart                 | 18       |
| UK R&B Albums Chart             | 4        |
| US Billboard 200                | 21       |
| US Top R&B/Hip-Hop Albums       | 7        |

### Certificaciones
| País                  | Certificaciones |
| --------------------- | --------------- |
| Australia (ARIA)      | Platino         |
| Canadá (Music Canada) | Oro             |
| Estados Unidos (RIAA) | Platino         |
| Francia (SNEP)        | Oro             |
| Irlanda (IRMA)        | Platino         |
| Polonia (ZPAV)        | Platino         |
| Rusia (NFPF)          | Oro             |

## Historial de lanzamientos
| Lugar          | Fecha               | Formato              | Discográfica                   |
| -------------- | ------------------- | -------------------- | ------------------------------ |
| Australia      | 24 de junio de 2011 | CD, descarga digital | Sony Music Entertainment       |
| Austria        | 24 de junio de 2011 | CD, descarga digital | Sony Music Entertainment       |
| Alemania       | 24 de junio de 2011 | CD, descarga digital | Sony Music Entertainment       |
| Países Bajos   | 24 de junio de 2011 | CD, descarga digital | Sony Music Entertainment       |
| Suiza          | 24 de junio de 2011 | CD, descarga digital | Sony Music Entertainment       |
| Nueva Zelanda  | 27 de junio de 2011 | CD, descarga digital | Sony Music Entertainment       |
| Inglaterra     | 27 de junio de 2011 | CD, descarga digital | RCA Records                    |
| Argentina      | 28 de junio de 2011 | CD, descarga digital | Sony Music Entertainment       |
| Brasil         | 28 de junio de 2011 | CD, descarga digital | Sony Music Entertainment       |
| Canadá         | 28 de junio de 2011 | CD, descarga digital | Columbia Records               |
| España         | 28 de junio de 2011 | CD, descarga digital | Sony Music Entertainment       |
| Estados Unidos | 28 de junio de 2011 | CD, descarga digital | Columbia Records               |
| Japón          | 29 de junio de 2011 | CD, descarga digital | Sony Music Entertainment Japan |
| India          | 5 de julio de 2011  | CD, descarga digital | Sony Music Entertainment India |
| Indonesia      | 5 de julio de 2011  | CD, descarga digital | RCA Records Asia               |
| Italia         | 5 de julio de 2011  | CD, descarga digital | Columbia Records               |